# Privilegio General
El Privilegio General de Aragón fue un acuerdo establecido en 1283 entre representantes de la nobleza y las ciudades del Reino de Aragón y Pedro III el Grande por el que este se comprometía a respetar una serie de privilegios y fueros, y a no tomar decisiones en política internacional sin consultarlo en las Cortes de Aragón.
En el contexto de la intervención del rey de Aragón en Sicilia en las conocidas como Vísperas sicilianas de 1282, y la excomunión que sufrió Pedro III, un grupo de aragoneses cuestionaron la acción unilateral de su rey y se conjuraron en  asambleas en Tarazona y Zaragoza, contando con la representación de importantes villas y ciudades de Aragón, entre las que se encontraba Zaragoza, constituyéndose en la conocida Unión aragonesa y pidieron al rey que se les convocara a Cortes y aceptara las condiciones recogidas en un documento denominado Privilegio General de Aragón, que contenía exigencias de la nobleza y los representantes urbanos del reino. Estas consistían en una serie de fueros y privilegios del estamento nobiliar que debían ser respetados por el monarca.
Si bien los nobles impulsores de la Unión se erigían en representantes de los aragoneses y de sus fueros, lo cierto es que la aceptación del rey de estas imposiciones suponía una victoria para el estatus de la aristocracia aragonesa, más que la defensa de los intereses del pueblo.
En todo caso, esta convocatoria de Cortes a la que se vio forzado el rey de Aragón supuso institucionalizar estas asambleas, que se pretendían periódicas (anuales, aunque este punto no se llegó a cumplir) y que se regularizaron en su funcionamiento y competencias solo a partir de estas de 1283, y con diferencias de pocas semanas, también en el condado de Barcelona y el reino de Valencia. En este sentido, los acontecimientos que rodearon el Privilegio General supusieron el paso del deber de los vasallos de dar consejo al rey, al derecho, como representantes de los estamentos, a participar en la política de la Corona.